# Antarctospira badenpowelli
Antarctospira badenpowelli is een slakkensoort uit de familie van de Borsoniidae. De wetenschappelijke naam van de soort is voor het eerst geldig gepubliceerd in 1990 door Dell.